# 1528
| [ Edytuj tabelę ]              | |
| Król Polski                    | - 1507 Zygmunt I Stary 1548 |
| Współksiążęta Andory           | - 1515 Joan d’Espés 1530 - 1517 Henryk II 1555 |
| Król Anglii                    | - 1509 Henryk VIII 1547 |
| Władca Azteków                 | - 1526 Andres de Tapia Motelchiuh 1530 |
| Elektor Brandenburgii          | - 1499 Joachim I Nestor 1535 |
| Książę Bawarii                 | - 1508 Wilhelm IV 1550 - 1516 Ludwik X 1545 |
| Sułtan Brunei                  | - 1521 Abdul Kahar 1575 |
| Cesarz Chin                    | - 1521 Jiajing 1566 |
| Król Czech                     | - 1526 Ferdynand I Habsburg 1564 |
| Król Danii                     | - 1523 Fryderyk I 1533 |
| Dalajlama                      | - 1475 Gendun Gjaco 1541 |
| Cesarz Etiopii                 | - 1508 Lybne Dyngyl 1540 |
| Król Francji                   | - 1515 Franciszek I 1547 |
| Król Hiszpanii                 | - 1516 Karol I 1556 |
| Hrabia Holandii                | - 1515 Karol I Habsburg 1555 |
| Szach Iranu                    | - 1524 Tahmasp I 1576 |
| Państwo Wielkich Mogołów       | - 1526 Babur 1530 |
| Władca Inków                   | - 1527 Huascar 1532 |
| Lord Irlandii                  | - 1509 Henryk VIII Tudor 1542 |
| Cesarz Japonii                 | - 1526 Go-Nara 1557 |
| Kalif                          | - 1520 Sulejman I 1566 |
| Patriarcha Konstantynopola     | - 1522 Jeremiasz I 1545 |
| Władca Korei                   | - 1506 Chungjong 1544 |
| Wielki książę litewski         | - 1506 Zygmunt I Stary 1548 |
| Sułtan Maroka                  | - 1524 Abu al-Abbas Ahmad 1545 |
| Książę Mediolanu               | - 1521 Franciszek II 1535 |
| Wielki książę moskiewski       | - 1505 Wasyl III 1533 |
| Król Nawarry                   | - 1516 Henryk II 1555 |
| Król Norwegii                  | - 1523 Fryderyk I 1533 |
| Sułtan Omanu                   | - 1500 Muhammad ibn Isma’il 1529 |
| Elektor Palatynatu             | - 1508 Ludwik V 1544 |
| Papież                         | - 1523 Klemens VII 1534 |
| Król Portugalii                | - 1521 Jan III 1557 |
| Książę w Prusach               | - 1525 Albrecht 1568 |
| Cesarz Rzymski (niemiecki)     | - 1519 Karol V Habsburg 1558 |
| Kapitanowie Regenci San Marino | - 1527 Bartolomeo di Antonio Amanti 1528 - 1528 Melchiorre di Francesco 1528 - 1527 Giacomo di Lodovico Calcigni 1528 - 1528 Diottalevo Corbelli Giuliano di Marino Righi 1528 - 1528 Girolamo di Giuliano Gozi Girolamo di Evangelista Belluzzi 1529 |
| Elektor Saksonii               | - 1525 Jan Stały 1532 |
| Król Szkocji                   | - 1513 Jakub V 1542 |
| Król Szwecji                   | - 1521 Gustaw I Waza 1560 |
| Król Tajlandii                 | - 1491 Ramathibodi II 1529 |
| Sułtan Turków                  | - 1520 Sulejman Wspaniały 1566 |
| Doża Wenecji                   | - 1523 Andrea Gritti 1538 |
| Król Węgier                    | - 1526 Ferdynand I 1564 - 1526 Jan Zápolya 1540 |

Rok 1528 / MDXXVIII
stulecia: XV wiek ~
XVI wiek ~
XVII wiek

lata: 1518 «
1523 «
1524 «
1525 «
1526 «
1527 «
1528
» 1529
» 1530
» 1531
» 1532
» 1533
» 1538

## Wydarzenia w Polsce
- 20 lutego – w Piotrkowie zakończył obrady sejm[1].
- 15 czerwca – w Toruniu otwarto mennicę królewską.

- Mikołaj Kopernik opracował ostateczną wersję traktatu o monecie.
- W Tarnowskich Górach został ogłoszony „Ordunek Gorny” – pierwsza ustawa górnicza.

## Wydarzenia na świecie
- 12 stycznia – Gustaw I, pierwszy z dynastii Wazów, został w Uppsali koronowany na króla Szwecji.
- 10 marca – przywódca anabaptystów Baltazar Hubmaier został spalony na stosie w Wiedniu.
- 27 marca – cesarz Niemiec i król Hiszpanii Karol V Habsburg przyznał niemieckiej rodzinie bankierskiej Welserów koncesję na utworzenie kolonii Klein-Venedig (Mała Wenecji) na terenie dzisiejszej Wenezueli.

- Alvaro de Saavedra odkrył Wyspy Admiralicji i Wyspy Marshalla.
- Nuno da Cunha zdobył i spalił Mombasę

## Urodzili się
- 7 stycznia – Joanna d’Albret, królowa Nawarry (zm. 1572)
- 7 lipca – Anna Austriacka, arcyksiężniczka austriacka, księżna Bawarii (zm. 1590)
- 21 czerwca – Maria Hiszpańska, cesarzowa rzymsko-niemiecka, królowa Czech i Węgier, infantka hiszpańska (zm. 1603)
- 8 lipca – Emanuel Filibert, książę Sabaudii (zm. 1580)

- data dzienna nieznana: 
  - Juan de Garay, hiszpański konkwistador (zm. 1583)
  - Andriej Kurbski, jeden z najbliższych współpracowników cara Iwana IV Groźnego, dowódca wojskowy, polityk (zm. 1583)
  - Thomas Percy, 7. earl hrabstwa Northumberland, męczennik, błogosławiony katolicki (zm. 1572)

## Zmarli
- 10 marca – Baltazar Hubmaier, lider anabaptystów (ur. ok. 1480/1481)
- 23 marca – Cristoforo Numai, włoski kardynał, generał franciszkanów (ur. w XV w.)
- 6 kwietnia – Albrecht Dürer, malarz niemiecki (ur. 1471)
- 31 sierpnia – Matthias Grünewald, malarz niemiecki (ur. ok. 1480)